# Джонатан Філліпс
Джонатан Філліпс (англ. Jonathan Phillips; народився 14 липня 1982, Кардіфф, Уельс) — британський хокеїст, нападник. Виступає за «Шеффілд Стілерс» у Британській елітній хокейній лізі. 
Виступав за «Кардіфф Рейдж», «Кардіфф Девілс», «Бейзінстоук Байсон», «Мілтон-Кінс Лайтнінг», «Шеффілд Стілерс».
У складі національної збірної Великої Британії учасник чемпіонатів світу 2003 (дивізіон I), 2004 (дивізіон I), 2005 (дивізіон I), 2007 (дивізіон I), 2008 (дивізіон I), 2010 (дивізіон I) і 2011 (дивізіон I). У складі молодіжної збірної Великої Британії учасник чемпіонатів світу 1999 (група B), 200 (група B), 1994 (група C) і 1995 (група C). 
Чемпіон БЕХЛ (2009, 2011).